# Glória kalandjai
A Glória kalandjai (eredeti cím: Gloria's House) 2000-ben indult ausztrál–német televíziós rajzfilmsorozat, amelynek rendezője Jo-anne Boag. A tévéfilmsorozat az Energee Entertainment és az RTV Family Entertainment AG gyártásában készült, a 7 Network forgalmazásában jelent meg. Műfaját tekintve filmvígjáték-sorozat. Ausztráliában a 7  Network vetítette, Németországban a KiKA sugározta, Magyarországon a TV2 adta a TV2 Matiné című műsorblokkban, és a Kiwi TV is műsorára tűzte.

## Ismertető
A történet főhőse, Gloria, aki egy 10 éves kislány. A családjával, először vidéken lakik, de aztán velük együtt, beköltözik a városba. Az új szomszédaikkal barátkozni próbálnak, de egyelőre nem úgy jön össze, ahogy szeretnék. Gloria anyukájának, eszébe jut, hogy a szomszéd gyerekek anyja, egy jó gyermekkori barátnője volt, de erre ő már nem is emlékszik. Azt mindent megpróbálnak, hogy végül, jól kijöjjenek egymással. Gloria-nak van egy cicája is, aki kissé lusta, de elég sok bajt kever.

## Szereplők
| Szereplő                | Eredeti hang | Magyar hang       | Megjegyzés |
| ----------------------- | ------------ | ----------------- | --- |
| Gloria Neat             | Katy Manning | Dögei Éva         | A vörös hajú, fekete szemű, szeplős lány, 10 éves, zöld színű, fekete csíkos ruhát, piros színű szoknyát és fekete színű harisnyát hord, a Neat családban az egyik gyermek, szeret rosszalkodni. |
| Nota Neat               | ?            | Gulás Fanni       | A barna hajú, fekete szemű, szemüveges lány, Gloria nővére. |
| Beat Neat               | ?            | Czető Roland      | A barna hajú, fekete szemű, pocakos fiú, Gloria öccse. |
| Molly Neat              | ?            | Farkasinszky Edit | A vörös hajú, fekete szemű, szeplős nő, Gloria anyja. |
| Vaze Neat               | ?            | Kassai Károly     | A barna hajú, félig-meddig kopasz, fekete szemű, szemüveges férfi, Gloria apja. |
| Bill Neat               | –            | –                 | A szürke, bajszos, csúnyácska macska, Gloria lusta, bajkeverő macskája. |
| Millicent Perfect       | ?            | Laudon Andrea     | A fekete hajú, fekete szemű, ügyeskedő lány, 10 éves, a Perfect családban az egyik gyermek, Gloria próbál vele barátkozni.                                                                       |
| Rodney Perfect          | ?            | Seder Gábor       | A barna hajú, fekete szemű, szűkszavú fiú, Millicent bátyja. |
| Dorothy "Dotty" Perfect | ?            | Rátonyi Hajni     | A barna hajú, fekete szemű, undok nő, Millicent anyja, Dotty-nak becézik, nem szereti ha becézik.                                                                                                |
| Barry Perfect           | ?            | Galbenisz Tomasz  | A barna hajú, barna szemű, bőbeszédű férfi, Millicent apja. |

 További magyar hangok : Czető Roland, Seregi Dávid, Szűcs Zsuzsa, Farsang Csilla, Gajda Mátyás, Pócsik Ildikó

## Epizódok
| #         | Magyar cím                | Eredeti cím              | Magyar premier       | Eredeti premier      |
| --------- | ------------------------- | ------------------------ | -------------------- | -------------------- |
|           |                           |                          |                      |                      |
| ELSŐ ÉVAD |                           |                          |                      |                      |
|           |                           |                          |                      |                      |
| 1.        | Házibuli                  | Street Party             | 2014. július 13.     | 2000. szeptember 16. |
|           |                           |                          |                      |                      |
| 2.        | A csokidobos              | The Chocolate Drummer    | 2014. július 19.     |                      |
|           |                           |                          |                      |                      |
| 3.        | 5 perc hírnév             | 5 Minutes of Fame        | 2014. július 20.     |                      |
|           |                           |                          |                      |                      |
| 4.        | Nézd anya, táncolok!      | Look Mum I'm Dancing!    | 2014. július 26.     |                      |
|           |                           |                          |                      |                      |
| 5.        | Az utcakölyök             | Commonication Breakdown  | 2014. július 27.     |                      |
|           |                           |                          |                      |                      |
| 6.        | Elveszve                  | Lost in the City         | 2014. augusztus 2.   |                      |
|           |                           |                          |                      |                      |
| 7.        | Hazai ízek                | Home Baked               | 2014. augusztus 3.   |                      |
|           |                           |                          |                      |                      |
| 8.        | Táborozás                 | Coming Clean             | 2014. augusztus 9.   |                      |
|           |                           |                          |                      |                      |
| 9.        | Azok a régi szép idők     | The Good Old Days        | 2014. augusztus 10.  |                      |
|           |                           |                          |                      |                      |
| 10.       | Változatosság             | A Different Drum         | 2014. augusztus 16.  |                      |
|           |                           |                          |                      |                      |
| 11.       | Az idős hölgy             | New Lease of Life        | 2014. augusztus 17.  |                      |
|           |                           |                          |                      |                      |
| 12.       | A vihar                   | The Storm                | 2014. augusztus 23.  |                      |
|           |                           |                          |                      |                      |
| 13.       | Szuper különleges személy | Super Special Person     | 2014. augusztus 24.  |                      |
|           |                           |                          |                      |                      |
| 14.       | Otthon, édes otthon       | Home Sweet Home          | 2014. augusztus 30.  |                      |
|           |                           |                          |                      |                      |
| 15.       | Dupla meglepetés          | Double Surprise          | 2014. augusztus 31.  |                      |
|           |                           |                          |                      |                      |
| 16.       | Válassz engem!            | Pick me!                 | 2014. szeptember 6.  |                      |
|           |                           |                          |                      |                      |
| 17.       | Haza akarok menni!        | I Wanna go Home!         | 2014. szeptember 7.  |                      |
|           |                           |                          |                      |                      |
| 18.       | Tolvajok és szemüvegek    | The Fine Print           | 2014. szeptember 13. |                      |
|           |                           |                          |                      |                      |
| 19.       | Nyílt nap                 | Fickle Fete              | 2014. szeptember 14. |                      |
|           |                           |                          |                      |                      |
| 20.       | Elviselhetetlen hőség     | Keeping up with the Nits | 2014. szeptember 20. |                      |
|           |                           |                          |                      |                      |
| 21.       | Kerekek                   | Wheels                   | 2014. szeptember 21. |                      |
|           |                           |                          |                      |                      |
| 22.       | Az év feltalálója         | With Enemies LIke These  | 2014. szeptember 27. |                      |
|           |                           |                          |                      |                      |
| 23.       | Hosszú hétvége            | The Long Weekend         | 2014. szeptember 28. |                      |
| 24.       | Kutya kalamajka           | Dog Gone                 | 2014. október 4.     |                      |
| 25.       | Kaja konfliktus           | Food Gloria's Food       | 2014. október 5.     |                      |
| 26.       | Notta randizik!           | Notta Date!              | 2014. október 11.    |                      |